# Voile aux Jeux olympiques d'été de 1952
Navigation
Londres 1948 Melbourne 1956
Cinq épreuves de voile furent disputées aux Jeux olympiques d'été de 1952 autour de l'île d'Harmaja dans l'archipel d'Helsinki.

## Voiliers olympiques

Finn - Star - Dragon - 5.5 mJI jauge 1949 - 6 mJI Jauge internationale.

## Tableau des médailles
| Rang | Pays            | Médaille d'or | Médaille d'argent | Médaille de bronze | Total |
| 1    | États-Unis      | 2             | 1                 | 0                  | 3     |
| 2    | Norvège         | 1             | 2                 | 0                  | 3     |
| 3    | Danemark        | 1             | 0                 | 0                  | 1     |
| 3    | Italie          | 1             | 0                 | 0                  | 1     |
| 5    | Suède           | 0             | 1                 | 2                  | 3     |
| 6    | Grande-Bretagne | 0             | 1                 | 0                  | 1     |
| 7    | Finlande        | 0             | 0                 | 1                  | 1     |
| 7    | Portugal        | 0             | 0                 | 1                  | 1     |
| 7    | Allemagne       | 0             | 0                 | 1                  | 1     |

## Résultats

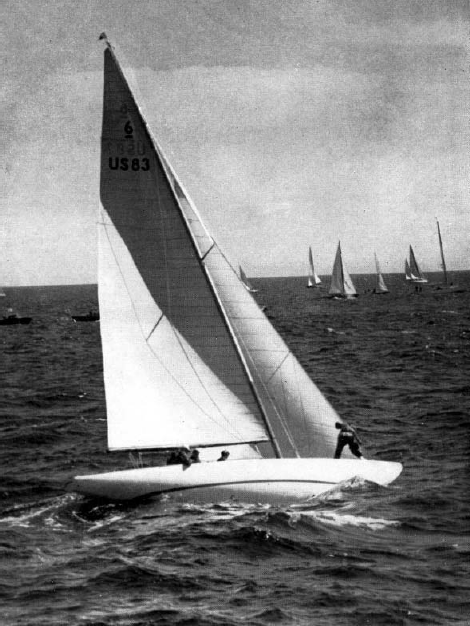
Llanoria, US 83, 6 Metre, médaille d'or et vainqueur de la One Ton Cup en 1951 et 1957

| Épreuve    | Or | Argent                                                                                | Bronze                                                                              |
| 5.5 mètres | États-Unis Complex II Britton Chance Sumner White Edgar White Michael Schoettle                       | Norvège Encore Peder Lunde Vibeke Lunde Børre Falkum-Hansen                           | Suède Hojwa Folke Wassén Carl-Erik Ohlson Magnus Wassén                             |
| 6 mètres   | États-Unis Llanoria Herman Whiton Eric Ridder Julian Roosevelt John Morgan Everard Endt Emelyn Whiton | Norvège Elisabeth X Finn Ferner Johan Ferner Erik Heiberg Carl Mortensen Tor Arneberg | Finlande Ralia Ernst Westerlund Paul Sjöberg Ragnar Jansson Jonas Konto Rolf Turkka |
| Dragon     | Norvège Pan Sigve Lie Håkon Barfod Thor Thorvaldsen                                                   | Suède Tornado Per Gedda Sidney Boldt-Christmas Erland Almkvist                        | Allemagne Gustel X Theodor Thomsen Erich Natusch Georg Nowka                        |
| Finn       | Paul Elvström Danemark                                                                                | Charles Currey Grande-Bretagne                                                        | Rickard Sarby Suède                                                                 |
| Star       | Italie Merope Agostino Straulino Nicolò Rode                                                          | États-Unis Comanche John Reid John Price                                              | Portugal Espadarte Joaquim Fiúza Francisco de Andrade                               |